# François Jullienne
François Jullienne, né en 1654 à Paris où il est mort le 15 février 1733, est un industriel français.

## Biographie
Fils de Roger Jullienne Francœur, marchand épicier et marchand de drap rue Mouffetard et rue de la Reine-Blanche - dans le faubourg Saint-Marcel - et de Charlotte Chastelain, il devient maître teinturier et fabricant de draps réputé lorsqu'il reprend l'enseigne paternelle À la corne de cerf, à côté de laquelle s'établit, sur les instances de Colbert, un certain Hollandais, Jean Glucq. Plus âgé, ce dernier, avec ses associés, dont Bernard Granville, les aide à perfectionner leur art et à faire reconnaître la supériorité de leur technique. C'est ainsi que Colbert leur fait octroyer à chacun « des privilèges pour la teinture à l'écarlate et pour le bleu de roi », dont ils possédaient les « secrets », ce qui leur confère un monopole de fait. 
François Jullienne finit par s'associer définitivement avec Jean Glucq, devenu son beau-frère le 22 janvier 1674 en l'église Saint-Eustache, paroisse de la famille Chastelain, au service de la cour depuis des générations, comme la famille Jullienne. Lui-même est valet de chambre auprès de la reine Marie-Thérèse d'Autriche de 1679 jusqu'à la fin juillet 1683. Ils ont alors deux entreprises distinctes de teinture et de fabrication de draps qui vont prendre un essor considérable et contribuer à la renommée du faubourg Saint-Marcel, de même que la Manufacture royale des Gobelins mitoyenne, fondée au même moment.  
Jean Glucq cède à son beau-frère la direction de sa fabrique dès avant 1700, tout en continuant les emprunts successifs qui permettent d'en assurer la pérennité. À partir de 1712, il est secondé par leur neveu Jean Jullienne, qu'il a formé comme compagnon teinturier et choisi comme associé avant de lui céder l'affaire et ses privilèges lorsqu'il se retire définitivement en 1729. 
Jean Jullienne, avant de donner une suite très brillante aux établissements de ses oncles, qu'il réunira en 1721, lui laisse la jouissance de l'appartement de l'hôtel qu'il occupait rue de Bièvre (devenue rue des Gobelins) acheté avec Jean Glucq en 1686 - jusqu'à son décès survenu le 15 février 1733. Il est inhumé dans la crypte de l'ancienne église Saint-Hippolyte.